# Sindicato Amanda Jofré
El Sindicato Amanda Jofré es una organización chilena dedicada principalmente a defender los derechos de las personas transgénero.

## Historia
La agrupación fue fundada bajo el nombre de «Sindicato Nacional Independiente de Trabajadoras Sexuales Travestis, Transgéneras y Otras "Amanda Jofré"» en 2004, como una escisión de Traves Chile producto de divergencias entre sus integrantes respecto de las acciones que se debían llevar a cabo para reivindicar los derechos de la población transgénero, especialmente de las trabajadoras sexuales. La agrupación lleva el nombre de Amanda Jofré, trabajadora sexual transgénero que fue encontrada muerta el 24 de noviembre de 2002, ante lo cual se denunció un posible homicidio por parte de uno de sus clientes.
En 2004, producto de un encuentro entre diversas organizaciones LGBT, y ante la falta de una agrupación regional que reuniera a organizaciones trans, el Sindicato Amanda Jofré fue una de las fundadoras de la Red Latinoamericana y del Caribe de Personas Trans (RedLacTrans). En 2006 fue uno de los grupos que organizó el Segundo Congreso Trans en Chile, el 3 de julio del mismo año adquiere su personalidad jurídica y el 29 de septiembre se convierte en una de las organizaciones fundadoras de la «Alianza Trans Nacional», destinada a coordinar a las diversas instituciones de defensa de las personas transgénero.
Entre las actividades desarrolladas por el Sindicato Amanda Jofré se encuentra la realización de estudios e informes sobre la población transgénero en Chile; uno de ellos fue realizado en 2016 y 2017, realizado en conjunto con el Centro de Documentación y Situación Trans de América Latina. En agosto y septiembre de 2006 la organización adquirió notoriedad debido a las quejas contra las autoridades de la comuna de Las Condes, que impedían el comercio sexual de integrantes del sindicato en el barrio El Golf. En 2017 la agrupación es refundada con el nombre de «Corporación Chilena de Personas Trans "Amanda Jofré"», obteniendo su personalidad jurídica el 5 de agosto de dicho año.
Uno de los hitos de la agrupación fue la apertura de la primera casa de acogida para personas transgénero en Chile y Sudamérica el 12 de abril de 2019. La vivienda, ubicada en el barrio Yungay de Santiago de Chile, presta ayuda social, sanitaria, de prevención y seguridad a integrantes de la comunidad trans. La «Casa Trans» cerró sus puertas temporalmente a inicios de 2021. La agrupación también ha denunciado casos de transfobia y ataques sufridos por personas transgénero, los cuales han quedado consignados en informes sobre derechos humanos de la diversidad sexual en Chile.
Durante 2021 varias integrantes del Sindicato Amanda Jofré sufrieron ataques tránsfobos: el 20 de abril la activista Canela Inbenjamín fue agredida por cuatro hombres en la comuna de La Cisterna, mientras que el 3 de mayo en la intersección de las calles Aurora y Américo Vespucio de la misma comuna Isidora Caris, otra de sus coordinadoras, fue atacada con perdigones metálicos desde un vehículo, tras lo cual perdió la visión de un ojo. El 9 de octubre del mismo la presidenta de la organización, Alejandra Soto, fue atacada en la esquina de las avenidas La Paz y Antonia López de Bello, en la comuna de Independencia, en donde le rociaron combustible y encendieron fuego, además de recibir cortes y golpes en su cuerpo.